# Lucie Granier
Lucie Granier, född 11 juni 1999 i Marseille, Frankrike, är en fransk handbollsspelare. Hon spelar som högersexa.

## Karriär

### Klubblag
Granier började spela handboll i den franska klubben Plan-de-Cuques HB 2010. 2017 flyttade hon till klubben ESBF.Besançon Med den klubben vann hon säsongen 2020/2021 brons i franska ligan. Med klubben från Besançon deltog hon oftast i de europeiska cuptävlingarna. Sommaren 2023 flyttade hon till franska toppklubben Metz Handball. Med Metz vann hon franska mästerskapet och den franska cupen 2024.

### Landslaget
Granier spelade i det  franska ungdomslaget vid U20-VM 2018. Hon spelade bara i matchen om sjunde pris, som Frankrike vann. 2019 var hon med i träningsgruppen inför VM 2019. Lucie Granier gjorde sedan debut i Frankrikes damlandslag i handboll mot Tjeckien den 6 oktober 2021. Granier spelade därefter för Frankrike i VM 2021 och var med och vann silvermedaljen.  Med Frankrike vann hon världsmästerskapet i handboll för damer 2023.  Vid de olympiska spelen i Paris 2024 var hon delaktig i Frankrikes silvermedalj.